# Annerose Fiedler

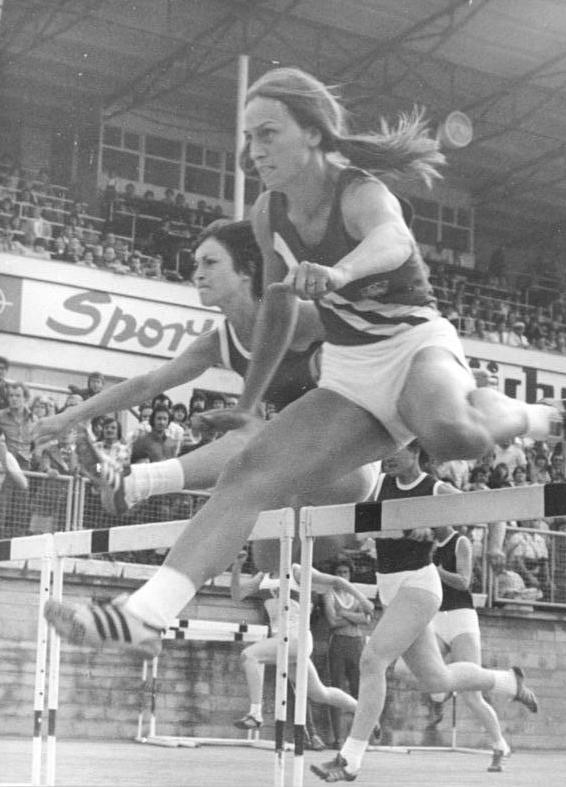
Annerose Fiedler (links, 1977)

Annerose König (Fiedler*), geb. Krumpholz (* 5. September 1951 in Lützensömmern, Thüringen), ist eine deutsche Leichtathletin und Olympiateilnehmerin, die – für die DDR startend – in den 1970er Jahren im 100-Meter-Hürdenlauf erfolgreich war. Ihre größten Erfolge sind die Goldmedaille bei der Halleneuropameisterschaft in Göteborg (60 m Hürden in 8,08 s) und die Silbermedaille bei den Europameisterschaften 1974 (12,89 s). 
Bei den Olympischen Spielen 1972 wurde sie Siebente (13,27 s), und bei den Europameisterschaften 1978 wurde sie Sechste (13,09 s).
Annerose Fiedler startete für den SC Turbine Erfurt. In ihrer Wettkampfzeit war sie 1,64 m groß und 55 kg schwer.
Annerose Fiedler heiratete 1980 ihren Trainer Eberhard König.